# Běh na lyžích na Zimních olympijských hrách 1956
Běh na lyžích na Zimních olympijských hrách 1956 v Cortině d'Ampezzo.

## Medailové pořadí zemí
| Pořadí | Země                | Zlato | Stříbro | Bronz | Celkově |
| ------ | ------------------- | ----- | ------- | ----- | ------- |
| 1.     | Sovětský svaz (URS) | 2     | 2       | 3     | 7       |
| 2.     | Finsko (FIN)        | 2     | 2       | 0     | 4       |
| 3.     | Švédsko (SWE)       | 1     | 2       | 3     | 6       |
| 4.     | Norsko (NOR)        | 1     | 0       | 0     | 1       |
|        | Celkem              | 6     | 6       | 6     | 18      |

## Medailisté

### Muži
| Disciplína        | Zlato                                                                                   | Výkon   | Stříbro                                                                            | Výkon   | Bronz                                                                                    | Výkon   |
| ----------------- | --------------------------------------------------------------------------------------- | ------- | ---------------------------------------------------------------------------------- | ------- | ---------------------------------------------------------------------------------------- | ------- |
| 15 km             | Hallgeir Brenden · Norsko (NOR)                                                         | 49:39   | Sixten Jernberg · Švédsko (SWE)                                                    | 50:14   | Pavel Kolčin · Sovětský svaz (URS)                                                       | 50:17   |
| 30 km             | Veikko Hakulinen · Finsko (FIN)                                                         | 1:44:06 | Sixten Jernberg · Švédsko (SWE)                                                    | 1:44:30 | Pavel Kolčin · Sovětský svaz (URS)                                                       | 1:45:45 |
| 50 km             | Sixten Jernberg · Švédsko (SWE)                                                         | 2:50:27 | Veikko Hakulinen · Finsko (FIN)                                                    | 2:51:45 | Fjodor Těrenťjev · Sovětský svaz (URS)                                                   | 2:53:32 |
| štafeta 4 × 10 km | Sovětský svaz (URS) · Fjodor Těrenťjev · Pavel Kolčin · Nikolaj Anikin · Vladimir Kuzin | 2:15:30 | Finsko (FIN) · August Kiuru · Jorma Kortelainen · Arvo Viitanen · Veikko Hakulinen | 2:16:31 | Švédsko (SWE) · Lennart Larsson · Gunnar Samuelsson · Per-Erik Larsson · Sixten Jernberg | 2:17:42 |

### Ženy
| Disciplína       | Zlato                                                                      | Výkon   | Stříbro                                                                         | Výkon   | Bronz                                                                        | Výkon   |
| ---------------- | -------------------------------------------------------------------------- | ------- | ------------------------------------------------------------------------------- | ------- | ---------------------------------------------------------------------------- | ------- |
| 10 km            | Ljubov Kozyrevová · Sovětský svaz (URS)                                    | 38:11   | Raďja Jerošinová · Sovětský svaz (URS)                                          | 38:16   | Sonja Edströmová · Švédsko (SWE)                                             | 38:23   |
| štafeta 3 × 5 km | Finsko (FIN) · Sirkka Polkunenová · Mirja Hietamiesová · Siiri Rantanenová | 1:09:01 | Sovětský svaz (URS) · Ljubov Kozyrevová · Alevtina Kolčinová · Raďja Jerošinová | 1:09:28 | Švédsko (SWE) · Irma Johanssonová · Anna-Lisa Erikssonová · Sonja Edströmová | 1:09:48 |